# Раймон Бернар Транкавель

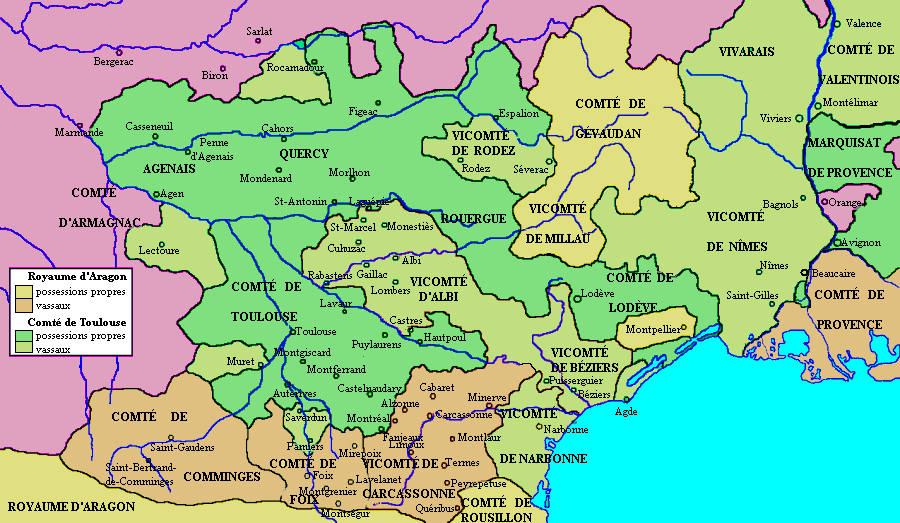
Виконтство Альби и Ним на карте Окситании

Раймон-Бернар Транкавель (умер в 1073 или 1074) — виконт Альби и Нима, вассал графов Тулузы. Сын виконта Бернара Атона III и его жены Ренгарды.
Наследовал отцу не ранее 1056 года. Не позднее 1062 года женился на Эрменгарде, дочери графа Каркассона Пьера Раймунда.
Был первым, принявшим имя Транкавель, позднее ставшее постоянным в его роду. Впервые упомянут с этим именем в документе, датированном 26 июня 1070 года. По-окситански trenca avelana означает «грызущий орехи», по-провансальски trencar vel — «резать насквозь».
Последний раз упоминается в документе, датированном 12 июня 1073 года. В том же году или в начале следующего он умер.
Сын — Бернар Атон IV Транкавель (ум. 1129) — виконт Альби, Нима, Каркассона, Разеса, Безье и Агда.